# شيلبي لين
شيلبي لين (بالإنجليزية: Shelby Lynne)‏ (و. 1968  م) هي مغنية مؤلفة، وموسيقية، ومغنية أمريكية، تستخدم آلات قيثارة.

## جوائز
حصلت على جوائز منها:
- جائزة غرامي لأفضل فنان صاعد (2001).

## وصلات خارجية
- شيلبي لين على موقع IMDb (الإنجليزية)
- شيلبي لين على موقع ميوزك برينز (الإنجليزية)
- شيلبي لين على موقع إن إن دي بي (الإنجليزية)
- شيلبي لين على موقع أول ميوزيك (الإنجليزية)
- شيلبي لين على موقع ديسكوغز (الإنجليزية)
- شيلبي لين على موقع قاعدة بيانات الفيلم (الإنجليزية)
- شيلبي لين في قاعدة بيانات الأفلام على الإنترنت